# Charline Abbeille
Charline Abbeille, née le 9 octobre 1885 à Cherbourg et morte le 27 octobre 1971 à Colombes, est une peintre française.

## Biographie
Charline Eugénie Yvonne Aubert est la fille de Charles Antoine Aubert, employé de commerce et Caroline Salley.
Ses parents divorcent, et en 1906, sa mère épouse en secondes noces le peintre William Didier-Pouget. Elle porte désormais le nom d'Yvonne Aubert Didier-Pouget.
Élève de Gabrielle Debillemont-Chardon, elle est peintre de miniatures.
En 1911, elle épouse Max Masson de Saint-Félix, chef de cabinet du gouverneur de l'Indochine. Le couple divorce en 1920.
Elle expose au Salon à partir de 1911 et devient membre de la Société des artistes français.
Elle obtient une médaille d'argent en 1928, le prix Maxime-David en 1932, est nommée officier d'académie en 1934. Elle obtient encore une médaille de bronze lors de l'exposition universelle de 1937 et la médaille d'or en 1942.
Elle meurt à l'âge de 86 ans à Colombes. Elle est inhumée le 30 octobre 1971 au cimetière de Montmartre, dans le caveau de sa famille d'adoption.